# Римський оперний театр
Римський оперний театр (італ. Teatro dell'Opera di Roma) — оперний театр у Римі.
Відкритий 1880 року оперою Россіні «Семіраміда» як «Театр Костанці» (Teatro Costanzi), меценатом Доменіко Констанці, на кошти якого був споруджений. Збудований за проектом архітектора Акілле Сфондріні.
1926 року театр був викуплений міською владою, частково перебудований (архітектор Марчелло П'ячентіні) і 1928 відкритий під назвою «Королівський театр» (Teatro Reale dell'Opera). 1946 року із падінням монархії театр отримав сучасну назву, а 1958 був частково перебудований вдруге.
В цьому театрі пройшли світові прем'єри опери «Тоска» Дж. Пуччіні (1900), опер Масканьї «Сільська честь» (1890), «Ірис» (1898), «Маски» (1901) і інших. На сцені театру виступали видатні співаки Беллінчоні, Даркле, Котоньї, Станьо (XIX століття); Бончі, Галлі-Курчі, Джильї, Карузо, Скіпа (XX століття). Серед головних диригентів театру Маринуцці, Серафін, Сантіні, Бертолетті й інші. Художнім керівником театру з 1992 року є композитор Менотті.